# Ким Дон Ук
Ким Дон Ук (кор. 김동욱, англ. Kim Dong-wook, род. 23 апреля 1993 года в Сеуле) — корейский шорт-трекист, серебряный призёр Олимпийских игр 2022 года. Окончил Университет Данкук на кафедре спортивного менеджмента.

## Биография
Ким Дон Ук занялся шорт-треком в возрасте 9-ти лет, когда учился в 4-м классе начальной школы Сочхон в Тэгу. Выступает за команду из Инчхона "Спорт Тотобинг Сангдан". Он сломал лодыжку и повредил связки в возрасте 16 лет, когда учился в 11 классе средней школы Кёнхи и пропустил из-за травмы около четырех месяцев.
Ким дебютировал в сезоне 2019/20 годов на Кубке мира в Солт-Лейк-Сити, где выиграл серебряные медали в беге на 1500 м и в мужской эстафете, а также бронзовую медаль в смешанной эстафете. В Монреале и Нагое поднялся вновь на 2-е место в мужской эстафете и впервые выиграл золотые медали в Нагое в беге на 1500 м и в смешанной эстафете. В декабре на этапе в Шанхае занял с командой 3-е место в эстафете. В феврале 2020 года в Дрездене выиграл золото в эстафете, а следом в Дордрехте стал 2-м в беге на 1000 м.
После года перерыва из-за пандемии коронавируса в сезоне 2021/22 годов участвовал на национальном отборе и в первом раунде занял 8-е место в общем зачёте, а во-втором поднялся на 5-е место и по сумме двух этапов занял общее 5-е место, пройдя квалификацию на зимние Олимпийские игры 2022 года. На Кубке мира в сезоне 2021/22 Ким Дон Ук занял 2-е место в Пекине в смешанной эстафете, в Дебрецене выиграл серебро в мужской эстафете и золото в Дордрехте также в эстафете.
В феврале 2022 года Ким Дон Ук участвовал на Олимпийских играх в Пекине. Он участвовал в полуфинале эстафеты и вместе с Ли Джун Со, Хван Дэ Хоном, Квак Юн Ги и Пак Чан Хёком выиграл олимпийскую серебряную медаль.